# Gymnophora strigula
Gymnophora strigula är en tvåvingeart som beskrevs av Brown 1987. Gymnophora strigula ingår i släktet Gymnophora och familjen puckelflugor. Inga underarter finns listade i Catalogue of Life.